# Перуанская вискаша
Перуанская вискаша, или северная вискача (лат. Lagidium peruanum) — вид грызунов из семейства шиншилловых (Chinchillidae).
Длина тела 30—45 см. Вес от 900 до 1600 г.
Этот грызун имеет широкий диапазон распространения, который перекрывается с природоохранными территориями и предполагает значительную численность. Живёт в центральном и южном Перу и на севере Чили и, возможно, в других районах Боливии, вокруг озера Титикака. Диапазон распространения по высоте от 300 метров (на побережье океана) до 5000 метров над уровнем моря. Любит каменистые местности; убежище выбирает в ущельях. 
Период беременности составляет 140 дней, а обычный размер приплода — один детёныш. Лактация занимает около восьми недель. В Перу спаривание происходит с октября по ноябрь.